# Bigger Than Life
Bigger Than Life (bra: Delírio de Loucura; prt: Atrás do Espelho) é um filme de drama americano de 1956 dirigido por Nicholas Ray e estrelado por James Mason, Barbara Rush e Walter Matthau. Seu enredo é sobre um professor doente e pai de família cuja vida sai do controle quando ele faz mau uso de cortisona. É baseado em um artigo feito em 1955 do médico e escritor Berton Roueché no The New Yorker intitulado de "Ten Feet Tall".
Embora tenha sido um fracasso de bilheteria em seu lançamento inicial, muitos críticos atualmente o aclamam como uma obra-prima e uma brilhante acusação às atitudes contemporâneas em relação à transtornos mentais. Em 1963, o diretor Jean-Luc Godard o nomeou um dos dez melhores filmes sonoros americanos já feitos.

## Enredo
O professor e pai de família Ed Avery (James Mason) sofre crises de dor intensa e até desmaios. Sua estranha doença começa a preocupar sua esposa, Lou (Barbara Rush). Após desmaiar em casa certa noite, Ed é hospitalizado. Quando um taxista visita Ed, ela — que suspeitava de sua infidelidade — descobre que ele trabalha meio período como despachante para ajudar a pagar as contas. O casal se beija e, quando os médicos esperam que Lou saia do quarto, Ed declara que não há mais segredos.
O diagnóstico é poliarterite nodosa, uma inflamação rara das artérias. Estima-se que Ed tenha apenas alguns meses de vida. Ele concorda com tratamentos experimentais como a cortisona, um corticosteroide.
Ed se recupera notavelmente e passa a passar mais tempo com Lou e seu filho pequeno, Richie (Christopher Olsen). No entanto, logo após iniciar seu consumo de cortisona, Ele começa a abusar da medicação e então começa a sofrer oscilações de humor turbulentas e começa a mentir para o médico para obter mais. Embora Ed tenha tirado um período sabático de seu cargo de professor, ele permanece no conselho da Associação de Pais e Mestres local. Em uma de suas reuniões, ele insulta descaradamente uma mãe sobre a inteligência de seu filho e parece despreocupado quando seu colega Wally Gibbs (Walter Matthau) o informa que a mulher é a presidente da associação.
Wally para na casa dos Avery e informa Lou sobre o comportamento extravagante e abrasivo de Ed. O marido de Lou retorna no meio da conversa e faz um comentário sarcástico, insinuando que Wally se sente atraído por sua esposa. Quando Wally vai embora, Ed insulta Lou, considerando-a intelectualmente inferior a ele o que indigna o casamento deles. Depois de consumir completamente cortisona, Ed se passa por médico e falsifica uma nova receita na farmácia local.
Enquanto joga futebol com Richie, Ed se torna desproporcionalmente agressivo, levando a criança além dos seus limites. O incidente perturba Lou, que observa tudo da janela da cozinha. Wally confronta Lou com pesquisas que sugerem que a cortisona pode desencadear psicose em alguns pacientes quando tomada em altas doses. O estado mental de Ed piora ainda mais, e ele insulta continuamente aqueles ao seu redor, expressando arrogância abjeta, grandiosidade e raiva por pequenos inconvenientes. Quando Lou tenta informar Ed que a cortisona pode estar afetando-o negativamente, ele a lembra que sua poliarterite voltará sem ela e que ele não sobreviverá. Naquela noite, Ed obriga Richie a ficar acordado até tarde da noite para estudar matemática e abusa verbalmente da criança quando ela não consegue resolver certos problemas. No jantar, ele anuncia que deseja se divorciar.
No dia seguinte, Richie, desesperado, invade o armário de remédios de Ed, na esperança de roubar os comprimidos de cortisona do pai e se livrar deles. Quando Ed encurrala ele em seu quarto, Lou liga para Wally pedindo ajuda. Para repreender a criança, Ed lê uma passagem da Bíblia que narra o sacrifício de Isaac. Quando Lou implora para que o marido não faça isto, ele afirma que planeja cometer um assassinato seguido de suicídio, matando-a e Richie antes de tirar a própria vida. Furioso, Ed tranca sua esposa em um armário de casacos, aumenta o volume da televisão da família e vai até o quarto de Richie com uma tesoura. Quando Ed chega ao quarto de seu filho, ele começa a ter alucinações e Richie foge escada abaixo assim que Wally irrompe na casa. Em uma briga, Wally consegue espancar Ed até deixá-lo inconsciente. Ele é posteriormente hospitalizado e fortemente sedado. Seu médico, Dr. Norton, informa Lou que a cortisona pode ter resultado em danos cerebrais irreversíveis e que ele pode nunca retornar ao seu estado mental anterior. Apesar disso, Ed ainda precisará de doses rigorosamente medidas de cortisona para sobreviver. Norton afirma que, se Ed for capaz de se lembrar dos eventos das semanas anteriores, ele pode ter uma chance de recuperação mental. Lou e Richie visitam Ed em seu quarto de hospital. Ed acorda e, embora desorientado, logo os reconhece. Ed, totalmente capaz de se lembrar dos eventos, abraça sua esposa e filho.

## Elenco
- James Mason como Ed Avery
- Barbara Rush como Lou Avery
- Walter Matthau como Wally Gibbs
- Robert F. Simon como Dr. Norton
- Russell Quick como Bully
- Christopher Olsen como Richie Avery
- Roland Winters como Dr. Ruric
- Rusty Lane como Bob LaPorte
- Rachel Stephens como a enfermeira
- Kipp Hamilton como Pat Wade
- Colin Kenny como um dos frequentadores da igreja (não-creditado)

## Produção
Richard Maibaum escreveu o roteiro original junto com Cyril Hume, a qual Maibaum considerou "confuso" para Nicholas Ray. Ele afirma também que Clifford Odets reescreveu algumas cenas.

## Recepção
Bigger Than Life não foi um sucesso financeiro. Mason, que produziu o filme e também o estrelou, atribuiu seu fracasso ao uso do relativamente novo do formato widescreen com CinemaScope. Os críticos americanos em sua época de lançamento criticaram o filme, considerando-o melodramático e sombrio. Bosley Crowther, do The New York Times, chamou-o de tedioso, "sombrio" e "mais lamentável do que assustador de assistir".
No entanto, o longa-metragem foi bem recebido pela influente revista francesa Cahiers du cinéma. Jean-Luc Godard o chamou de um dos dez melhores filmes sonoros dos Estados Unidos. O também francês, François Truffaut elogiou o filme, observando o roteiro "inteligente e sutil", a "precisão extraordinária" da atuação de Mason e a beleza da fotografia CinemaScope do filme.
Os críticos modernos elogiaram o uso que Nicholas Ray faz da cinematografia widescreen para retratar os espaços interiores de um drama familiar, em vez das vistas abertas tipicamente associadas ao formato, bem como seu uso de close-ups extremos para retratar a psicose e a megalomania do personagem principal. O filme é reconhecido por seu exame multifacetado da família nuclear americana da era Eisenhower. Embora Bigger Than Life possa ser lido como uma exposição direta sobre negligência médica e o uso excessivo de medicamentos prescritos na sociedade americana moderna, a obra também é vista como uma crítica ao consumismo, à estrutura familiar tradicional e ao conformismo claustrofóbico das vidas suburbanas. François Truffaut viu o discurso do Ed influenciado pelas drogas para os pais da associação de pais e professores do colégio como tendo conotações fascistas. O filme também foi interpretado como um exame da masculinidade e uma crítica aos baixos salários dos professores das escolas públicas nos Estados Unidos.
Em 1998, Jonathan Rosenbaum do Chicago Reader incluiu o longa-metragem em sua lista de melhores filmes que não foram indicados e nem classificados para a lista do Top 100 do AFI. No website agregador de críticas Rotten Tomatoes, Bigger Than Life tem uma aprovação dos críticos de 91% baseado em 33 análises enquanto da parte do público tem 83%.

##### Leitura Adicional
- Bigger Than Life: Somewhere in Suburbia um ensaio escrito por B. Kite para a The Criterion Collection